# Thomas Scheld
Thomas Scheld ist ein ehemaliger deutscher Basketballspieler.

## Werdegang
Scheld bestritt zwischen 1974 und 1982 insgesamt 43 Spielen für den Bundesligisten MTV 1846 Gießen. In der Spielzeit 1974/75 gehörte er zur Mannschaft der Mittelhessen, die deutscher Meister wurde. In der Saison 1975/76 nahm Scheld mit dem MTV am Europapokal der Landesmeister teil. Ende der 1970er Jahre trat er mit TuS Aschaffenburg in der Bundesliga an, ab 1979 war er wieder beim MTV Gießen.